# Snowbirds
«Снегири» (англ. Snowbirds) — пилотажная группа Королевских военно-воздушных сил Канады. Официальное название — 431-я демонстрационная эскадрилья. Группа летает на одиннадцати учебных самолётах CL-41 Tutor.

## История
Группа сформирована 25 июня 1971 году по инициативе летчиков с авиабазы «Мус-Джо». Со дня своего существования команда использует канадские учебно-тренировочные самолёты CL-41 Tutor.

## Галерея

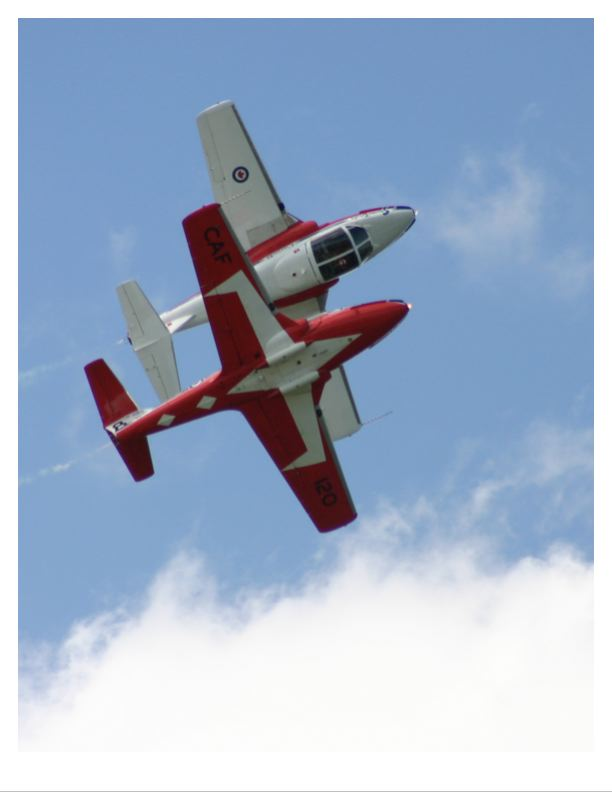
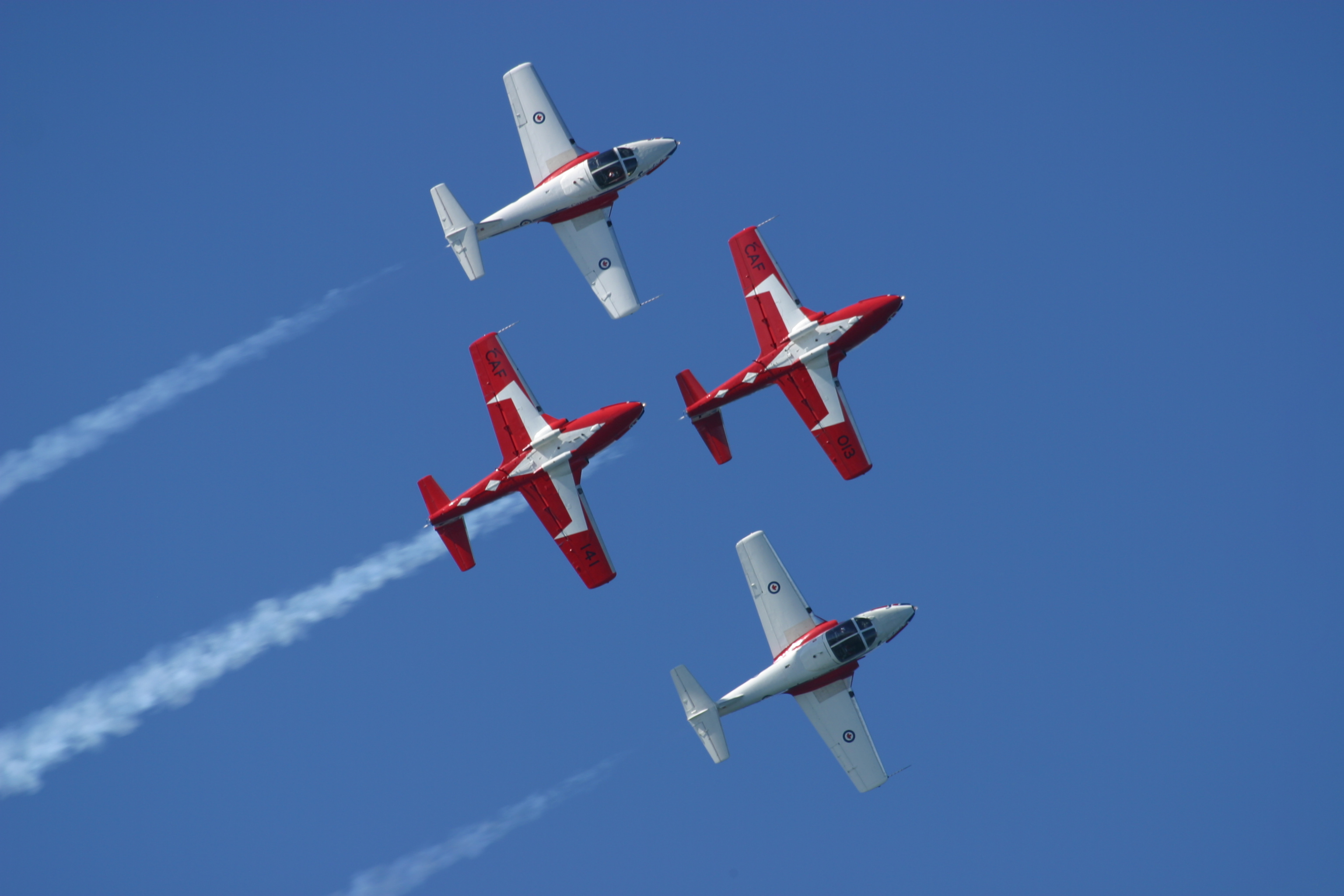
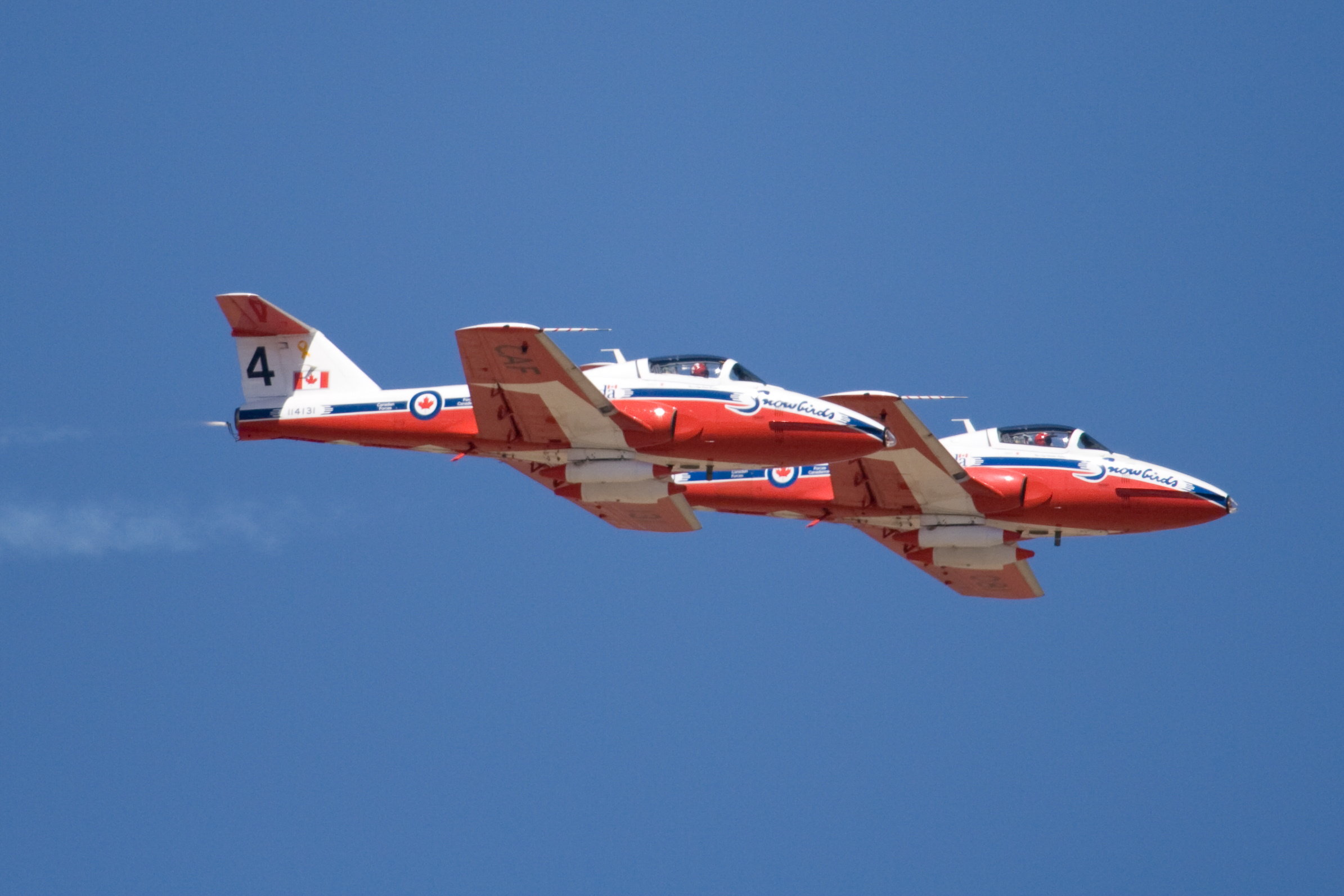